# Lesní mateřská škola

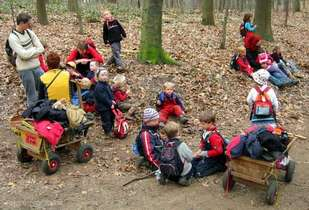
Lesní mateřská škola v Düsseldorfu

Lesní mateřská škola (ve zkratce LMŠ, v běžném jazyce lesní školka) je typ plnohodnotného  předškolního vzdělávání pro děti od 3 do 6 let. Nejvýraznějším znakem LMŠ je, že výuka probíhá ve většině programů venku za každého počasí. Lesní mateřské školy jsou založeny na mottu „s dětmi venku za každého počasí bez zdí a plotů“. Je zde kladen důraz na rozvoj dovedností dětí vlastními silami v přímém kontaktu s přírodou, jsou podporovány při hraní, zkoumání a učení se v lese. To je umožněno díky malému počtu dětí ve třídě, legislativa v ČR umožňuje maximálně 8 dětí na 1 učitele.

## Charakteristika
- celoroční pobyt venku
- realizace se uskutečňuje zpravidla v lese
- zázemí pro LMŠ má charakter vyhřívaného přístřeší
- třídu tvoří méně dětí, na 1 dospělého připadá maximálně 8 dětí
- neexistuje špatné počasí, pouze špatné oblečení
- základem je vzájemná důvěra
- zásadní je dobrá komunikace s rodiči
- východiska pro vzdělávací program jsou situace, spontánní hry a přímé zkušenosti dětí
- LMŠ rozvíjí děti v souladu s platným kurikulem pro předškolní vzdělávání

## Cíle
- umožnit dětem denně pobyt v přírodě nebo v přírodně upravené školní zahradě
- pečovat o zdravý životní styl dětí (zdravé stravovaní, pohyb v přírodě, otužování venku)
- posílit učení pozorováním, experimentováním, zážitky a hrou v přírodě
- podpořit elementární základy pro odpovědný postoj k životnímu prostředí
- snižovat ekologickou zátěž provozu MŠ
- aktivně zapojit děti a rodiče do péče o místní životní prostředí
- podporovat udržitelný rozvoj komunity MŠ[2]

## Výhody
- trávení více času venku, kontakt dětí s přírodou
- zvýšení sebevědomí
- zvýšení motivace
- sociální rozvoj
- fyzický rozvoj
- pozitivní kompenzační vliv na civilizační deprivaci dětí[3]

## Legislativa českých LMŠ
V České republice charakterizuje lesní mateřské školy školský zákon č. 561/2004, do kterého byla otázka lesních mateřských škol začleněna aktualizací zákonem 178/2016 Sb. Ten stanoví, že "Za lesní mateřskou školu se považuje mateřská škola, ve které vzdělávání probíhá především ve venkovních prostorách mimo zázemí lesní mateřské školy, které slouží pouze k příležitostnému pobytu. Zázemí lesní mateřské školy nesmí být stavbou.“ Stavbou se nemyslí ve smyslu stavebního zákona, ale dle stanoviska Odboru legislativy MŠMT ze dne 31. 03. 2017 k problematice zázemí lesních mateřských škol. „ Provozem mateřských lesních škol z hlediska hygieny se zabývá vyhláška č. 410/2005 ve znění vyhlášky č. 343/2009, kterou vydává ministerstvo zdravotnictví. Ta byla v roce 2016 doplněna o paragraf 9 "Lesní mateřské školy"

## Lesní mateřské školy ve světě
Za zakladatelku LMŠ je považována Ella Flatau z dánského Sollerodu, kde byla roku 1954 založena první LMŠ, postupně se myšlenka LMŠ rozšířila do celé Skandinávie a Evropy. Mezi země, které mají největší počet LMŠ, dnes patří Německo. To umožnila zejména legislativa, která v Německu staví LMŠ na stejnou úroveň jako běžné MŠ obdobně jako v České republice. Zejména je důležitá finanční podpora ze strany státu, určitým faktorem byl i nedostatek míst v mateřských školách. Dalšími zeměmi, které uplatňují model lesních mateřských škol, jsou Švédsko, Norsko, Lucembursko, Rusko, Kanada, Spojené státy, Japonsko a další.

## Lesní mateřské školy v České republice
V České republice proběhlo pilotní testování lesních mateřských škol v letech 2010-2012 pod dozorem MŠMT. Účastnila se ho lesní třída Lesníček při MŠ Semínko v Toulcově dvoře v Praze, tato třída se svým charakterem spíše přibližuje samostatné LMŠ. V březnu 2013 vydalo MŠMT závěrečnou zprávu, ve které rozhodlo, že lesní třídy při MŠ připravují děti na školní docházku stejně jako běžné MŠ, a podpořilo tak vznik lesních tříd u stávajících mateřských školek. V roce 2016 získaly lesní mateřské školy plnou legislativní podporu.
Mezi první lesní mateřské školy (LMŠ) na území České republiky patří Zelená školka Jítrava založená na Liberecku v roce 2007. O dva roky později byl založen v Čechách v Šáreckém údolí dětský klub Šárynka a současně na Moravě dětský klub v Pejškově, nyní lesní rodinný klub na Tišnovsku. Do roku 2012 bylo v České republice založeno více než padesát školek, k roku 2023 již přes dvě stě. V dnešní době registruje Asociace lesních mateřských škol přes 120 organizací, vzdělávajících na 2500 dětí. Inspirací těmto školkám byly lesní mateřské školy v Německu a Rakousku.

## Zázemí a Hygiena
Zázemí samostatné lesní mateřské školy je využíváno pro uskladnění pomůcek, případně poskytuje nouzový přístřešek. Může jím být srub, maringotka, jurta či teepee.
Se zázemím mateřské školy úzce souvisí i hygiena. Lesní mateřská škola disponuje minimálním či žádným zázemím a současné zákonné hygienické podmínky nesplňuje. Právě suché záchody představují optimální řešení toalety při pobytu venku.

## Stravování
Lesní mateřská škola je povinna dětem zajistit školní stravování. V ekoškolce obvykle stravování zajišťuje vlastní kuchyně. Důležitý prvek v ekovýchovném programu ekoškolky je konzumace vlastnoručně vypěstovaných plodin.

## Vlivy pobytu v přírodě na děti
Výsledky studií  ukazují, že u dětí z LMŠ se více rozvíjí nejen hrubá motorika a kreativita, ale také celkovou pohybovou gramotnost u dětí. To také potvrzují i rodiče. Pomocí různých přírodních prvků je u dětí rozvíjeno smyslové vnímání. U dětí v lesních školkách můžeme také pozorovat velký nárůst tvořivosti a představivosti. Z výzkumu vyšlo, že zařazováním pravidelných vycházek a výletů může být spojeno s větším počtem ušlých kroků než u dětí, které nenavštěvují lesní mateřskou školu.  Také Outdoorové učení napomáhá k podpoře osobního, sociálního a emocionálního rozvoje dětí. Děti v LMŠ bývají méně nemocné i v období chronických nemocí než  děti v běžných MŠ. Zranění u dětí LMŠ bývají také v menším počtu. Pobyt v přírodě má příznivý vliv na děti s ADD a ADHD, tyto děti jsou více koncentrované, aktivity a pobyt v přírodě jim ulevují od symptomů.

## Filozofie lesních škol
Filosofie lesních škol je iniciovat děti k učení hrou v lesních prostředích.  Toto prostředí je hlavní motivací dětí nejen k pohybu, ale také k celostnímu učení. Hlavním heslem lesních mateřských škol u dětí  je porozumění a respekt k přírodě.